# Systropus flavipleurus
Systropus flavipleurus är en tvåvingeart som beskrevs av Enrico Adelelmo Brunetti 1920. Systropus flavipleurus ingår i släktet Systropus och familjen svävflugor. Inga underarter finns listade i Catalogue of Life.